# Вебб-Лейк (Вісконсин)
Вебб-Лейк (англ. Webb Lake) — місто (англ. town) в США, в окрузі Бернетт штату Вісконсин. Населення — 432 особи (2020).

## Демографія
Згідно з переписом 2010 року, у місті мешкало 311 осіб у 164 домогосподарствах у складі 104 родин. Було 1085 помешкань
Расовий склад населення:
| - 98,7 % — білих - 1,0 % — корінних американців |

До двох чи більше рас належало 0,3 %. Частка іспаномовних становила 1,3 % від усіх жителів.
За віковим діапазоном населення розподілялося таким чином: 6,4 % — особи молодші 18 років, 47,6 % — особи у віці 18—64 років, 46,0 % — особи у віці 65 років та старші. Медіана віку мешканця становила 63,2 року. На 100 осіб жіночої статі у місті припадало 103,3 чоловіків;  на 100 жінок у віці від 18 років та старших — 107,9 чоловіків також старших 18 років.
Середній дохід на одне домашнє господарство  становив 62 615 доларів США (медіана — 46 250), а середній дохід на одну сім'ю — 67 375 доларів (медіана — 55 000). Медіана доходів становила 66 250 доларів для чоловіків та 31 250 доларів для жінок. За межею бідності перебувало 9,0 % осіб, у тому числі 22,2 % дітей у віці до 18 років та 1,3 % осіб у віці 65 років та старших.
Цивільне працевлаштоване населення становило 119 осіб. Основні галузі зайнятості: мистецтво, розваги та відпочинок — 21,0 %, виробництво — 13,4 %, фінанси, страхування та нерухомість — 13,4 %.